# Ravensteiner Bach
Der Ravensteiner Bach ist ein Fließgewässer auf dem Gebiet der Stadt Hennef im nordrhein-westfälischen Rhein-Sieg-Kreis.

## Geographie

### Verlauf
Der Bach, ein linker Zufluss des Krabachs, hat seine Quelle an der Kreisstraße K 19 unweit der südlich verlaufenden Landesgrenze zu Rheinland-Pfalz zwischen den beiden Hennefer Ortsteilen Stotterheck und Eichholz. Von dort durchfließt er zunächst in nordwestlicher und danach in nordöstlicher Richtung den westlichen Teil des etwa 205,8 ha großen Naturschutzgebiets Krabach/Ravensteiner Bach. Er mündet östlich des Hennefer Ortsteils Mittelscheid in den Krabach.

### Zuflüsse
- Lückerter Bach (rechts)
- Thelsbach[2] (links)
- Darscheider Bach (rechts), 2,6 km